# Filosofia presocràtica
La filosofia presocràtica, també coneguda com a filosofia grega primitiva, és la filosofia grega antiga anterior a Sòcrates. Els filòsofs presocràtics estaven sobretot interessats en la cosmologia, el principi i la substància de l'Univers, però les investigacions d'aquests primers filòsofs abastaven el funcionament del món natural, així com la societat humana, l'ètica i la religió. Buscaven explicacions basades en la llei natural més que en les accions dels déus. La seva obra i escriptura s'han perdut gairebé del tot. El coneixement de les seves opinions prové de testimonia, és a dir, les discussions posteriors dels autors sobre el treball dels presocràtics. La filosofia va trobar un terreny fèrtil al món grec antic a causa dels estrets vincles amb les civilitzacions veïnes i de l'ascens d'entitats civils autònomes, les polis.
L'impacte dels presocràtics ha estat enorme. Els presocràtics van inventar alguns dels conceptes centrals de la civilització occidental, com el naturalisme i el racionalisme, i van obrir el camí a la metodologia científica.

## Evolució general i escoles de pensament
La filosofia presocràtica va començar al segle vi aC amb els tres milesis: Tales, Anaximandre i Anaxímenes, provinents de la costa mediterrània occidental de l'Àsia Menor, a l'actual Turquia. Tots van atribuir l'arque (una paraula que podria prendre el significat d'"origen", "substància" o "principi") del món, respectivament, a l'aigua, l'apeiron (l'il·limitat) i l'aire governat pel nous (ment o intel·ligència).
Uns altres tres filòsofs presocràtics provenien de ciutats jòniques properes: Xenòfanes, Heràclit i Pitàgores. Xenòfanes és conegut per la seva crítica a l'antropomorfisme dels déus dels déus. Heràclit, que era difícil d'entendre, és conegut per la seva màxima sobre la impermanència, ta panta rhei, i per dir que el foc era l'arque del món. Pitàgores va crear una mena de culte que defensava que l'univers estava format per nombres.
La seva continuació al segle v aC va ser feta per l'escola eleàtica, formada al sud de la península Itàlica a l'antiga ciutat d'Elea, actual Vèlia. Estava probablement formada per Parmènides, Zenó d'Elea i Melissos. Parmènides va afirmar que només hi ha una cosa que existeix i que res pot canviar. Zenó i Melissos defensaven principalment l'opinió de Parmènides. Anaxàgores i Empèdocles van oferir un relat pluralístic de com es va crear l'univers. Leucip i Demòcrit són coneguts pel seu atomisme i les seves opinions que només existeixen el buit i la matèria. Els sofistes van avançar en el pensament crític i el relativisme filosòfic.

## Terminologia
Presocràtic és un terme adoptat al segle xix per referir-se a aquest grup de filòsofs. Va ser utilitzat per primera vegada pel filòsof alemany J. A. Eberhard a finals del segle xviii a l'expressió vorsokratische Philosophie. A la literatura anterior se'ls coneixia com a fisikoi ('físics', de fisis, 'natura'), i la seva activitat, com a fiosologoi (filòsofs físics o naturals), un ús sorgit amb Aristòtil per diferenciar-los dels theologoi (teòlegs) i dels mithologoi (explicadors d'històries que transmetien la mitologia grega), que atribuïen els fenòmens naturals als déus.
El terme va ser encunyat per destacar un canvi fonamental en les investigacions filosòfiques entre els filòsofs que van viure abans de Sòcrates, que estaven interessats en l'estructura de la natura i el cosmos (és a dir, l'univers, entenent que l'univers tenia ordre), i Sòcrates i els seus successors, que es van interessar sobretot per l'ètica i la política. En aquest sentit, el terme és problemàtic, ja que diversos presocràtics estaven molt interessats en l'ètica i com viure una vida millor. A més, el terme implica que els presocràtics són menys significatius que Sòcrates, o fins i tot que eren només una etapa (que implica la teleologia) de la filosofia de l'època clàssica. El terme també és cronològicament inexacte, ja que els últims presocràtics eren contemporanis de Sòcrates.
Segons James Warren, la distinció entre els filòsofs presocràtics i els filòsofs de l'època clàssica està delimitada no tant per Sòcrates com per la geografia i quins textos van sobreviure. El pas dels períodes presocràtics als clàssics implica el pas de la dispersió dels filòsofs per tot el món de parla grega a la seva concentració a Atenes. A més, a partir de l'època clàssica es conserven textos complets, mentre que de l'època presocràtica només hi ha fragments. L'estudiós André Laks distingeix dues tradicions de separació dels presocràtics dels socràtics, que es remunten a l'època clàssica i que recorren els temps actuals. La primera tradició és la socràtica-ciceroniana, que utilitza el contingut de les seves investigacions filosòfiques per dividir els dos grups: els presocràtics estaven interessats en la natura mentre que Sòcrates se centrava en els afers humans. L'altra tradició, la platònica-aristotèlica, emfatitza el mètode com a distinció entre els dos grups, ja que Sòcrates va passar a un enfocament més epistemològic d'estudiar diversos conceptes. A causa dels inconvenients del terme presocràtic, per denominar-los en un sentit cronològic neutre també s'utilitza l'expressió filosofia grega primitiva, especialment a la literatura anglosaxona.

## Context històric

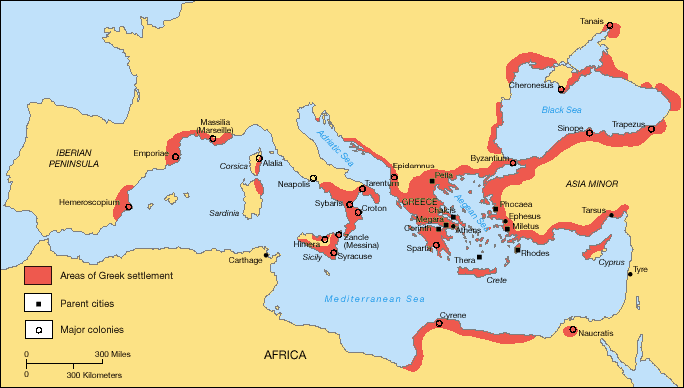
Mapa dels territoris i colònies gregues durant el període arcaic (800-480 aC)

La filosofia va sorgir a l'antiga Grècia al segle VI aC. L'època presocràtica va durar uns dos segles, durant els quals l'imperi persa aquemènida en expansió s'estenia cap a l'oest, mentre els grecs avançaven en les rutes comercials i marítimes, arribant a Xipre i Síria. Els primers presocràtics van viure a Jònia, a la costa occidental d'Anatòlia. Els perses van conquerir les ciutats de Jònia cap a l'any 540 aC i els tirans perses els van governar. Els grecs es van revoltar el 499 aC, però finalment van ser derrotats l'any 494 aC. De mica en mica, però de manera constant, Atenes es va convertir en el centre filosòfic de Grècia a mitjans del segle v. Atenes estava entrant en la seva era clàssica, amb filòsofs com Sòcrates, Plató i Aristòtil, però l'impacte dels presocràtics va continuar.
Diversos factors van contribuir al naixement de la filosofia presocràtica a l'antiga Grècia. Les ciutats jòniques, especialment Milet, tenien estretes relacions comercials amb Egipte i Mesopotàmia, cultures amb observacions sobre el món natural que diferien de les dels grecs. A part de les habilitats tècniques i les influències culturals, d'una importància cabdal va ser que els grecs van adquirir l'alfabet c. 800 aC.
Un altre factor va ser la facilitat i la freqüència dels viatges que es feien pel territori grec, que va comportar la barreja i la comparació d'idees. Durant el segle VI aC, diversos filòsofs i altres pensadors es van moure fàcilment per Grècia, especialment visitant festivals panhel·lènics. La comunicació a llarga distància era difícil durant l'antiguitat, però persones, filòsofs i llibres es van moure per diverses parts de la península grega, les illes de l'Egeu i la Magna Grècia, una zona costanera del sud d'Itàlia.
El sistema polític democràtic de poleis independents també va contribuir a l'auge de la filosofia. La majoria de les ciutats gregues no eren governades per autòcrates o sacerdots, el que permetia als ciutadans qüestionar lliurement diversos assumptes. Diversos poleis van prosperar i es van fer rics, especialment Milet, que va ser un centre de comerç i producció durant les primeres fases de la filosofia presocràtica. El comerç de gra, oli, vi i altres mercaderies entre cada poleis i colònia va significar que aquestes ciutats no estaven aïllades sinó integrades, i depenien econòmicament d'una xarxa complexa i canviant de rutes comercials.
La mitologia grega també va influir en el naixement de la filosofia. Les idees dels filòsofs, eren, d'alguna manera, respostes a preguntes que estaven subtilment presents en l'obra d'Homer i Hesíode. Els presocràtics van sorgir d'un món dominat per mites, llocs sagrats i deïtats locals. L'obra de poetes èpics com Homer, Hesíode i altres reflectia aquest entorn. Aquests es consideren predecessors dels presocràtics, ja que pretenen abordar l'origen del món i organitzar sistemàticament el folklore i les llegendes tradicionals. No obstant això, les seves respostes eren més aviat simplistes i es resistien a les explicacions naturalistes, per tant, estaven lluny de ser nomenats filòsofs. La religió popular grega contenia moltes característiques de les religions de les civilitzacions veïnes, com ara els egipcis, mesopotàmics i hitites. Els primers filòsofs presocràtics també van viatjar molt a altres terres, el que significa que el pensament presocràtic tenia arrels tant a l'estranger com al país.
Homer, als seus dos poemes èpics, no només personifica déus i altres fenòmens naturals, com la Nit, sinó que insinua algunes visions sobre l'origen i la naturalesa del món que van ser objecte d'escrutini per part dels presocràtics. En el seu poema èpic Teogonia (que significa literalment el naixement dels déus) Hesíode (c. 700 aC) descriu l'origen dels déus, i a part de la sòlida estructura mítica, es pot notar un intent d'organitzar les creences mitjançant alguna forma de racionalització; un exemple seria que la Nit fa néixer la Mort, el Son i els Somnis. La transmigració de la vida, una creença dels òrfics, un culte religiós originari de Tràcia, havia afectat el pensament del segle V aC, però la influència global de la seva cosmologia en la filosofia és discutida. Ferècides, un poeta, mag i contemporani de Tales, en el seu llibre descriu una cosmogonia particular, afirmant que tres déus preexistien: un pas cap a la racionalitat.

## Característiques generals
|             | floruit (any aC) |
| ----------- | ---------------- |
| Tales       | 585              |
| Anaximandre | 550              |
| Anaxímenes  | 545              |
| Pitàgores   | 530              |
| Xenòfanes   | 530              |
| Heràclit    | 500              |
| Parmènides  | 500              |
| Zenon       | 450              |
| Anaxàgores  | 450              |
| Empèdocles  | 445              |
| Melissos    | 440              |
| Protàgores  | 440              |
| Leucip      | 435              |
| Gòrgies     | 430              |
| Antífona    | 430              |
| Demòcrit    | 420              |
| Filolau     | 420              |
| Sòcrates    | 420              |
| Plató       | 380              |
| Aristòtil   | 350              |

La característica més important de la filosofia presocràtica va ser l'ús de la raó per explicar l'univers. Els filòsofs presocràtics compartien la intuïció que hi havia una única explicació que podria contar tant la pluralitat com la singularitat del conjunt, i aquesta explicació no eren accions directes dels déus. Els filòsofs presocràtics van rebutjar les explicacions mitològiques tradicionals dels fenòmens que veien al seu voltant a favor d'explicacions més racionals, iniciant el pensament analític i crític. Els seus esforços es van dirigir a la investigació de la base última i la naturalesa essencial del món exterior. Molts van buscar el principi material (arque) de les coses, i el mètode del seu origen i desaparició. Van posar èmfasi en la unitat racional de les coses i van rebutjar les explicacions sobrenaturals, buscant principis naturals en funcionament al món i a la societat humana. Els presocràtics veien el món com un cosmos, una disposició ordenada que es podia entendre mitjançant una investigació racional. En el seu esforç per donar sentit al cosmos van encunyar nous termes i conceptes com ara ritme, simetria, analogia, deduccionisme, reduccionisme, matemàtica de la natura i altres.
Un terme important que es troba en el pensament de diversos filòsofs presocràtics és arkhé. Segons el context, pot prendre diversos significats relacionats. Podria significar l'inici o l'origen amb el relleu que hi ha un efecte sobre les coses a seguir. A més, podria significar un principi o una causa (especialment en la tradició aristotèlica).
Una característica comuna dels presocràtics és l'absència d'empirisme i d'experimentació per a demostrar les seves teories. Això podria haver estat per manca d'instruments, o per una tendència a veure el món com una unitat, indestructible, el que faria impossible que un ull extern observes minúscules fraccions de la natura sota control experimental.
Segons Jonathan Barnes, professor de filosofia antiga, la filosofia presocràtica presenta tres trets definitoris: eren interns, sistemàtics i econòmics. El primer tret significa que van intentar explicar el món amb característiques que es troben dins d'aquest món. Sistemàtic es diu perquè van intentar universalitzar les seves troballes. I econòmic s'afirma perquè van intentar invocar només uns quants termes nous. A partir d'aquestes característiques, van assolir el seu èxit més significatiu, van canviar el curs del pensament humà del mite a la filosofia i la ciència.
Els presocràtics no eren ateus, tot i que van minimitzar l'abast de la implicació dels déus en fenòmens naturals com els trons o van eliminar els déus del món natural.
La filosofia presocràtica engloba la primera de les tres fases de la filosofia grega antiga, que s'estén al voltant de mil anys. La fase presocràtica en si es divideix en tres fases. La primera fase de la filosofia presocràtica, principalment els milesians, Xenòfanes i Heràclit, va consistir a rebutjar la cosmogonia tradicional i intentar explicar la natura a partir d'observacions i interpretacions empíriques. Una segona fase, la dels eleàtics, es va resistir a la idea que el canvi o el moviment poden passar. Basant-se en el seu monisme radical, creien que només existeix una substància i forma el cosmos. Els eleàtics també eren monistes (creient que només existeix una cosa i que tota la resta és només una transformació). En la tercera fase, els posteleàtics (principalment Empèdocles, Anaxàgores i Demòcrit) es van oposar a la majoria de l'ensenyament eleàtic i van tornar al naturalisme dels milesians.
Els presocràtics van ser succeïts per la segona fase de la filosofia antiga, on els moviments filosòfics del platonisme, el cinisme, el cirenaïcisme, l'aristotelisme, el pirronisme, l'epicureisme, l'escepticisme acadèmic i l'estoïcisme van agafar protagonisme fins al 100 aC. En la tercera fase, els filòsofs van estudiar els seus predecessors.

## Filòsofs presocràtics

### Inici Milesià: Tales, Anaximandre i Anaxímenes
L'escola de Milet es trobava a Milet, Jònia, al segle VI aC. Constava de Tales, Anaximandre i Anaxímenes, que probablement tenien una relació professor-alumne. S'ocupaven principalment de l'origen i la substància del món; cadascun d'ells va atribuir el Tot a un sol arkhé (inici o principi), iniciant la tradició del monisme naturalista.

#### Tales

Teorema de Tales: si és un diàmetre i B és un punt de la circumferència del diàmetre, l'angle ABC és un angle recte.

Tales (c. 624-546 aC) és considerat el pare de la filosofia. Cap dels seus escrits ha sobreviscut. Es considera el primer filòsof occidental, ja que va ser el primer a utilitzar la raó, a utilitzar la prova i a generalitzar. Va crear la paraula cosmos, la primera paraula per descriure l'univers. Va contribuir a la geometria i va predir l'eclipsi del 585 aC. Tales podria haver estat d'ascendència fenícia. Milet va ser un punt de trobada i centre comercial de les grans civilitzacions d'aleshores, i Tales va visitar les civilitzacions veïnes, Egipte, Mesopotàmia, Creta i Fenícia. A Egipte, la geometria va avançar com a mitjà per separar els camps agrícoles. Tales, però, va avançar en la geometria amb el seu raonament deductiu abstracte arribant a generalitzacions universals. Procle, un filòsof atenès posterior, va atribuir a Tales el teorema conegut ara com a teorema de Tales. També és conegut per ser el primer a afirmar que els angles de base dels triangles isòsceles són iguals i que un diàmetre divideix el cercle. Tales va visitar Sardes, com molts grecs aleshores, on es guardaven registres astronòmics i utilitzaven les observacions astronòmiques per a qüestions pràctiques (recollida d'oli). Tales va ser àmpliament considerat un geni a l'antiguitat i va ser venerat com un dels Set Savis de Grècia.
El més important, el que marca Tales com el primer filòsof és la formulació de la pregunta filosòfica fonamental sobre l'origen i la substància del món, alhora que proporciona una resposta basada en evidències i raonaments empírics. Va atribuir l'origen del món a un element en comptes d'un ésser diví. El nostre coneixement de l'afirmació de Tales deriva d'Aristòtil. Aristòtil, mentre parla de les opinions dels filòsofs anteriors, ens diu que "Tales, el fundador d'aquest tipus de filosofia, diu que el principi arkhé és l'aigua". El que volia dir amb arkhé és una qüestió d'interpretació; pot ser l'origen, l'element o una matriu ontològica. Però independentment de les diverses interpretacions, va concebre el món com una cosa en lloc d'una col·lecció de diversos elements i va especular sobre els elements.
Un altre element destacat de la filosofia de Tales és la seva afirmació que tot està ple de déus. El que volia dir amb això és una altra vegada una qüestió d'interpretació, que podria ser des d'una visió teista fins a una visió atea. Però l'explicació més plausible, suggerida per Aristòtil, és que Tales defensa una teoria de l'hilozoisme, que l'univers, la suma de totes les coses que existeixen, és diví i viu. Finalment, una altra afirmació notable de Tales és que la terra "descansa sobre l'aigua", potser aquesta va ser una conclusió després d'observar fòssils de peixos a la terra.

#### Anaximandre
Allò d'on neixen totes les coses

el principi de totes les coses

el primer fonament de les coses és l'il·limitat (apeiron);

La font d'on prové l'esdevenir, per a les coses que són i per a

la seva mort d'acord amb la necessitat.

Perquè es donen justícia i es paguen els uns als altres per la seva mútua

injustícia segons el procés ordenat del temps.

Anaximandre, DK 12 B 1, fragment conservat de Sobre la natura
Anaximandre (610-546 aC), també de Milet, era 25 anys més jove que Tales. Era membre de l'elit de Milet, ric i estadista. Va mostrar interès en molts camps, incloses les matemàtiques i la geografia. Va dibuixar el primer mapa del món, va ser el primer a concloure que la terra és esfèrica i va fer instruments per marcar el temps, una cosa semblant a un rellotge. En resposta a Tales, va postular com a primer principi una substància indefinida i il·limitada sense qualitats (apeiron), de la qual es van diferenciar els oposats primaris, calent i fred, humit i sec. La seva resposta va ser un intent d'explicar els canvis observables atribuint-los a una única font que es transforma en diversos elements. Igual que Tales, va proporcionar una explicació naturalista per als fenòmens que abans donaven explicacions sobrenaturals. També és conegut per especular sobre l'origen de la humanitat. Va proclamar que la terra no està situada en una altra estructura sinó que es troba sense suport al mig de l'Univers. A més, va desenvolupar una explicació evolutiva rudimentària de la biodiversitat en la qual els poders universals constants afectaven la vida dels animals. Segons Giorgio de Santillana, professor de filosofia al Massachusetts Institute of Technology, la concepció d'Anaximandre d'un univers regit per lleis va donar forma al pensament filosòfic dels segles posteriors i va ser tan important com el descobriment del foc o els avenços d'Einstein en la ciència.

#### Anaxímenes
Poc se sap de la vida d'Anaxímenes (585-525 aC). Era un contemporani més jove i amic d'Anaximandre, i tots dos van treballar junts en diversos projectes intel·lectuals. També va escriure un llibre sobre la natura en prosa. Anaxímenes va prendre com a principi aēr (aire), concebent-lo com una modificació, mitjançant l'engrossiment i l'aprimament, dels altres elements clàssics: foc, vent, núvols, aigua i terra. Si bé la seva teoria s'assemblava a la d'Anaximandre, ja que tots dos reclamaven una única font de l'Univers, Anaxímenes va suggerir mecanismes sofisticats en què l'aire es transforma en altres elements, principalment a causa dels canvis de densitat. Des de l'època clàssica, va ser considerat el pare de les explicacions naturalistes. Anaxímenes va ampliar l'intent d'Anaximandre de trobar una causa unitària que expliqués els fenòmens naturals tan vius com no vius, sense, segons James Warren, haver de "reduir els éssers vius d'alguna manera a mers llocs de canvi material".

### Xenòfanes

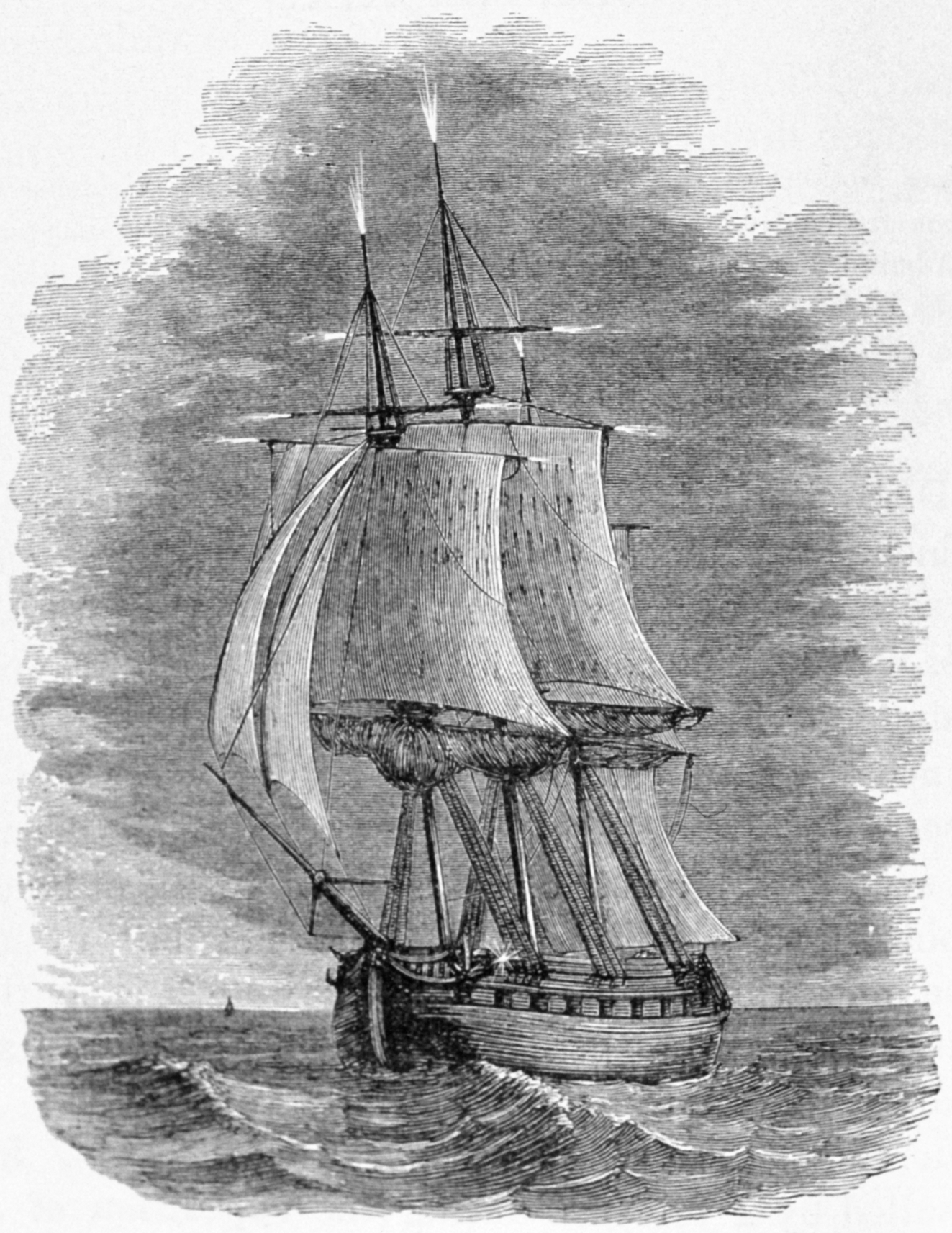
El foc de Sant Elm en un vaixell. Els contemporanis de Xenòfanes atribuïen aquest fenomen a la divinitat Dioscurs. Xenòfanes va argumentar que la il·luminació observada es deu a petits núvols influenciats per circumstàncies especials relacionades amb les estrelles, un exemple de naturalisme i reduccionisme.

Xenòfanes va néixer a Colofó, una ciutat jònica prop de Milet. Va ser un poeta que va viatjar molt i que estava interessat principalment per la teologia i l'epistemologia. Pel que fa a la teologia, va assenyalar que no se sap si hi havia un o molts déus, o en aquest cas si hi ha una jerarquia entre ells. Per criticar la representació antropomòrfica dels déus per part dels seus grecs contemporanis, va assenyalar que diferents nacions representaven els seus déus com ells mateixos. Va dir que si els bous, cavalls o lleons poguessin dibuixar, dibuixarien els seus déus com a bous, cavalls o lleons. Aquesta crítica no es limitava a l'aspecte dels déus sinó també al seu comportament. La mitologia grega, modelada sobretot pels poetes Homer i Hesíode, atribuïa als déus fracassos morals com la gelosia i l'adulteri. Xenòfanes es va oposar a això. Va pensar que els déus havien de ser moralment superiors als humans. Xenòfanes, però, mai va afirmar que els déus fossin omnipotents, omnibenèvols o omniscients. Xenòfanes també va oferir explicacions naturalistes per a fenòmens com el sol, l'arc de Sant Martí i el foc de Sant Elm. Tradicionalment, aquests s'atribuïen a la intervenció divina, però segons Xenòfanes en realitat eren efectes dels núvols. Aquestes explicacions de Xenòfanes indiquen empirisme en el seu pensament i podrien constituir una mena de protocientificisme. Els estudiosos han passat per alt fins fa poc la seva cosmologia i naturalisme des d'Aristòtil (potser a causa de la manca de teleologia de Xenòfanes), però la literatura actual suggereix el contrari. Pel que fa a l'epistemologia, Xenòfanes va qüestionar la validesa del coneixement humà. Els humans solen afirmar que les seves creences són reals i representen la veritat. Mentre que Xenòfanes era un pessimista sobre la capacitat dels humans per arribar al coneixement, també creia en el progrés gradual mitjançant el pensament crític. Xenòfanes va intentar trobar explicacions naturalistes als fenòmens meteorològics i cosmològics.
L'historiador de la filosofia antiga Alexander Mourelatos assenyala que Xenòfanes va utilitzar un patró de pensament que encara està en ús per la metafísica moderna. Xenòfanes, en reduir els fenòmens meteorològics a núvols, va crear un argument que «X en realitat és Y», per exemple B32, «El que anomenen Iris [l'arc de Sant Martí] que també és en realitat un núvol: un que apareix als ulls com a porpra, vermell i verd». Encara s'utilitza avui dia que «el llamp és una descàrrega elèctrica massiva» o que «coses com les taules són un núvol de micropartícules». Mourelatos comenta que el tipus d'analogia que és l'analogia del núvol segueix present en el llenguatge científic i «...és el tema preferit del filòsof modern per a il·lustracions de la identitat interteòrica».
Segons Aristòtil i Diògenes Laerci, Xenòfanes va ser el mestre de Parmènides; però és un tema de debat entre els historiadors actuals si Xenòfanes també ha de ser considerat un eleàtic.

### Heràclit
El segell distintiu de la filosofia d'Heràclit és el flux. Al fragment DK B30, Heràclit escriu: Aquest ordre mundial [Kosmos], el mateix de tots, cap déu ni home el va crear, però sempre va ser i és i serà: foc etern, que s'encén en mesures i s'apaga en mesures. Heràclit va plantejar que totes les coses de la natura es troben en un estat de flux perpetu. Com els filòsofs monistes anteriors, Heràclit va afirmar que l'arkhé del món era el foc, que estava subjecte a canvis, això el converteix en un monista materialista. Del foc s'originen totes les coses i totes hi tornen de nou en un procés de cicles eterns. El foc es converteix en aigua i terra i viceversa. Aquestes modificacions eternes expliquen la seva visió que el cosmos era, és i serà. La idea de flux continu també es troba en els fragments de riu. Allà, Heràclit afirma que no podem trepitjar el mateix riu dues vegades, una posició resumida amb el lema ta panta rhei (tot flueix). Un fragment diu: "en els mateixos rius trepitgem i no trepitgem; tots dos som i no som" (DK 22 B49a). Aparentment, Heràclit està suggerint que no només el riu canvia constantment, sinó que nosaltres també ho fem, fins i tot insinuant qüestions existencials sobre la humanitat.
Un altre concepte clau d'Heràclit és que els oposats d'alguna manera es reflecteixen, una doctrina anomenada unitat dels oposats. Dos fragments relacionats amb aquest concepte diuen: "Com que el mateix en nosaltres és viu i mort, despert i adormit, jove i vell. Perquè aquestes coses que han canviat al voltant són aquelles, i les que al seu torn han canviat són aquestes" (B88) i "Les coses fredes s'escalfen, la calor es refreda, el que és moll es torna sec, la cosa seca es mulla" (B126). La doctrina d'Heràclit sobre la unitat dels contraris suggereix que la unitat del món i les seves diverses parts es manté a través de la tensió produïda pels contraris. A més, cada substància polar conté el seu contrari, en un intercanvi i moviment circulars continus que dona lloc a l'estabilitat del cosmos. Un altre dels famosos axiomes d'Heràclit destaca aquesta doctrina (B53): "La guerra és pare de tots i rei de tots; i alguns els va manifestar com a déus, alguns com a homes; alguns els va fer esclaus, d'altres lliures", on la guerra vol dir la tensió creativa que fa existir les coses.
Una idea fonamental d'Heràclit és logos, una paraula grega antiga amb varietat de significats; Heràclit podria haver utilitzat un significat diferent de la paraula amb cada ús al seu llibre. El Logos sembla una llei universal que uneix el cosmos, segons un fragment: "No escoltant-me a mi sinó al logos, és prudent acceptar que totes les coses són una" (DK 22 B50). Tot i que els logos estan a tot arreu, molt poca gent ho sap. B 19 diu: "...no sé com escoltar [el logos] ni com dir [la veritat]". El pensament d'Heràclit sobre el logos va influir en els estoics, que es van referir a ell per argumentar la seva creença que la llei racional governa l'univers.

### Pitagorisme

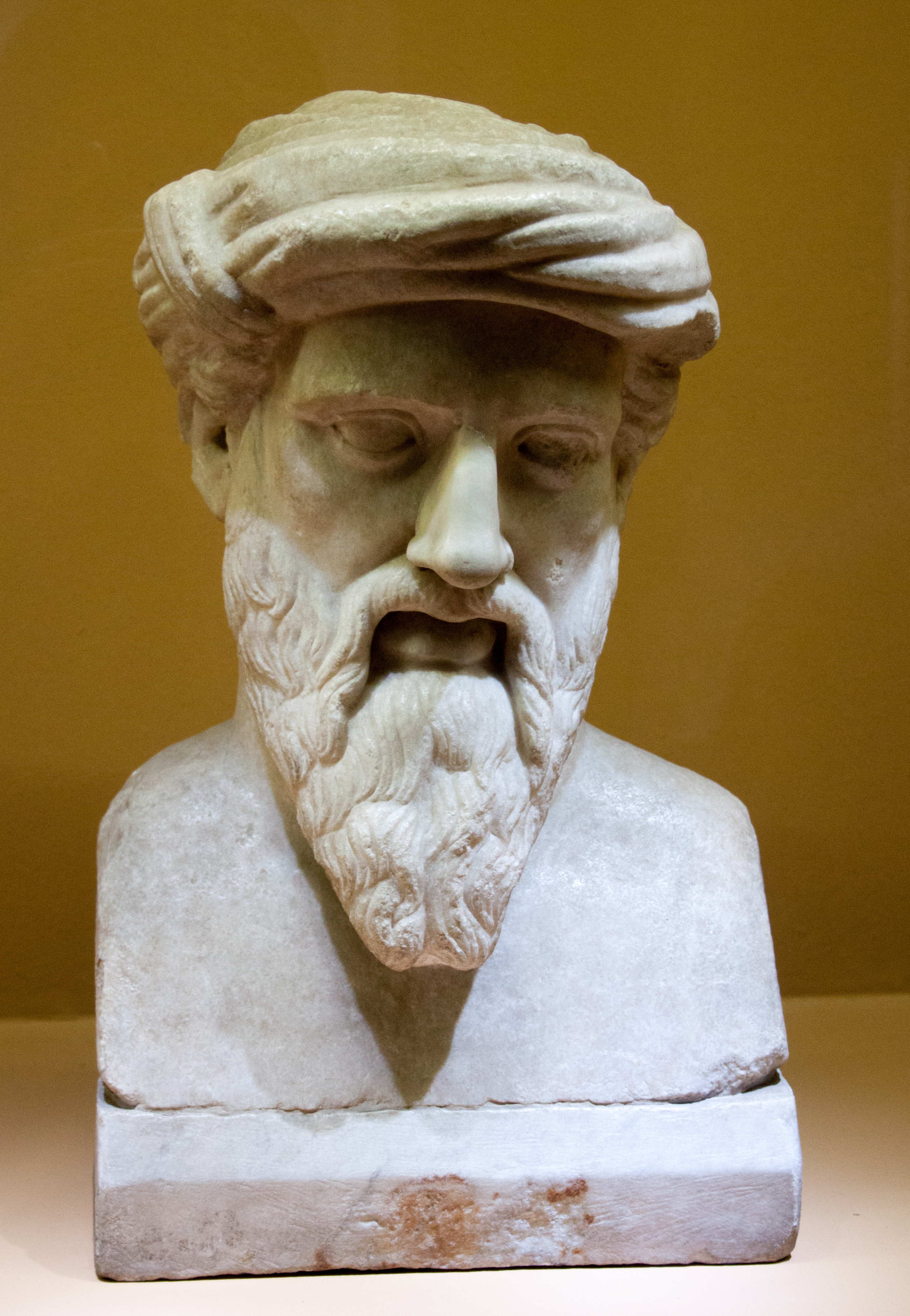
Pitàgores

Pitàgores (582-496 aC) va néixer a Samos, una petita illa prop de Milet. Es va traslladar a Crotona a 30 anys, on va establir la seva escola i va adquirir influència política. Unes dècades més tard va haver de fugir de Crotona i traslladar-se a Metapont.
Pitàgores va ser famós per estudiar els nombres i les relacions geomètriques entre els nombres. Un gran nombre de pitagòrics va adoptar i ampliar la seva doctrina. Van aprofundir en les seves idees, arribant a afirmar que tot està format per nombres, l'univers està fet de nombres i tot és reflex d'analogies i relacions geomètriques. Números, la música i la filosofia, tots lligats entre si, podien reconfortar l'ànima humana que buscava bellesa i, per tant, els pitagòrics van adoptar l'estudi de les matemàtiques.
El pitagorisme percebia el món com una harmonia perfecta, depenent del nombre, i tenia com a objectiu induir la humanitat a portar una vida harmònica, incloent-hi recomanacions rituals i dietètiques. La seva forma de vida era ascètica, evitant diversos plaers i menjar. Eren vegetarians i donaven un gran valor a l'amistat. Pitàgores políticament era un defensor d'una forma d'aristocràcia, una posició que posteriorment els pitagòrics van rebutjar, però en general, eren dones reaccionàries i notablement reprimides. Altres filòsofs presocràtics es van burlar de Pitàgores per la seva creença en la reencarnació.
Entre els pitagòrics notables s'hi inclou Filolau (470-380 BCE), Alcmeó de Croton, Arquites (428-347 BCE) i Ecfant. El més notable va ser Alcmeó, un metge, escriptor i filòsof. Alcmeó va notar que la majoria dels òrgans del cos tenen la seva parella i va suggerir que la salut humana depèn de l'harmonia entre els oposats (calent/fred, sec/humit), i que les malalties es deuen a un desequilibri. Va ser el primer a pensar en el cervell com el centre dels sentits i del pensament. Filolau va avançar la cosmologia a través del seu descobriment de l'heliocentrisme: la idea que el Sol es troba al mig de l'òrbita terrestre i d'altres planetes.
El pitagorisme va influir en corrents cristians posteriors com el neoplatonisme, i els seus mètodes pedagògics van ser adaptats per Plató. A més, sembla que hi ha una continuïtat en alguns aspectes de la filosofia de Plató. Carl Huffman assenyala que Plató tenia tendència a invocar les matemàtiques per explicar els fenòmens naturals, i també creia en la immortalitat, fins i tot en la divinitat de l'ànima humana.

### Els eleàtics: Parmènides, Zenó i Melis
L'escola eleàtica rep el nom d'Elea, una antiga ciutat grega al sud de la península italiana. Parmènides és considerat el fundador de l'escola. Altres eleàtics eminents inclouen Zenó d'Elea i Melissos de Samos. Segons Aristòtil i Diògenes Laerci, Xenòfanes va ser el mestre de Parmènides, i es discuteix si Xenòfanes també hauria de ser considerat un eleàtic. Parmènides va néixer a Elea en una família acomodada cap al 515 aC. Parmènides d'Elea estava interessat en molts camps, com ara la biologia i l'astronomia. Va ser el primer a deduir que la terra és esfèrica. També va participar en la vida política de la seva ciutat.

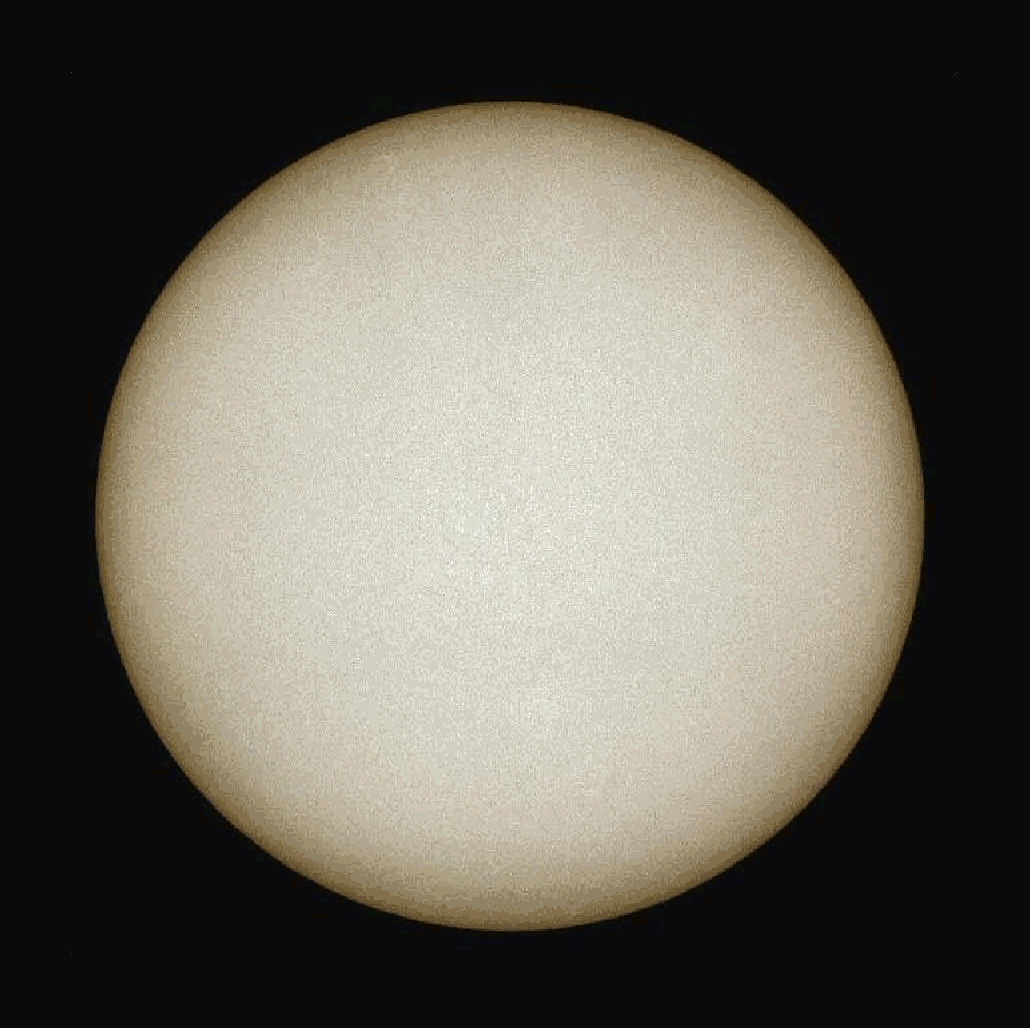
Segons Parmènides, l'ésser, allò que existeix, és com la massa d'una esfera perfecta: indiferenciada, indivisible i immutable.

Les contribucions de Parmènides van ser primordials no només en la filosofia antiga sinó a tota la metafísica i ontologia occidentals. Parmènides va escriure un poema difícil d'interpretar, anomenat Sobre la natura o Sobre el que és, que va influir substancialment en la filosofia grega posterior. Només sobreviuen 150 fragments d'aquest poema. Explica la història d'un home jove (kouros en grec antic) dedicat a trobar la veritat portada per una deessa en un llarg viatge al cel. El poema consta de tres parts, el prefaci, el camí de la veritat i el camí de l'opinió. Sobreviuen molt poques peces del camí de l'opinió. En aquesta part, Parmènides devia tractar la cosmologia, a jutjar per les referències d'altres autors. El camí de la veritat era aleshores, i és encara avui, considerat de molta més importància. A la Via de la Veritat, la deessa critica la lògica de les persones que no distingeixen el real de l'inexistent ("Què-és" i "Què-és-no"). En aquest poema Parmènides desplega la seva filosofia: que totes les coses són Una i, per tant, res no es pot canviar ni alterar. En conseqüència, totes les coses que pensem que són vertaderes, fins i tot nosaltres mateixos, són representacions falses. El que-és, segons Parmènides, és una esfera física que no ha nascut, no canvia i és infinita. Aquesta és una visió monista del món, molt més radical que la d'Heràclit. La deessa ensenya a Kouros a utilitzar el seu raonament per entendre si diverses afirmacions són vertaderes o falses, descartant els sentits com a falsejadors. Altres qüestions fonamentals plantejades pel poema de Parmènides són la doctrina que res prové del no-res i la unitat de ser i pensar. Com cita el fragment 3 de DK: To gar auto noein estin te kai einai (Perquè pensar i ser és un mateix).
Zenó i Melissos van continuar el pensament de Parmènides sobre la cosmologia. Zenó és conegut sobretot per les seves paradoxes, és a dir, afirmacions autocontradictòries que van servir per provar que el monisme de Parmènides era vàlid i que el pluralisme no era vàlid. El tema més comú d'aquestes paradoxes consistia a recórrer una distància, però com que aquesta distància comprèn infinits punts, el viatger mai podria aconseguir-ho. La seva paradoxa més famosa és la d'Aquil·les, que és esmentada per Aristòtil: "La segona s'anomena 'Aquil·les' i diu que el corredor més lent mai serà atrapat pel més ràpid, perquè és necessari que el perseguidor primer arribi al punt d'on parteix el perseguit, per la qual cosa cal que el més lent sempre estigui una mica per davant". (Aristòtil Phys. 239b14–18 [DK 29 A26]) Melissos va defensar i avançar la teoria de Parmènides utilitzant la prosa, sense invocar la divinitat ni les figures mítiques. Va intentar explicar per què creiem que existeixen diversos objectes inexistents.
L'enfocament dels eleàtics en l'ésser a través de la lògica va iniciar la disciplina filosòfica de l'ontologia. Altres filòsofs influenciats pels eleàtics (com els sofistes, Plató i Aristòtil) van seguir avançant en la lògica, l'argumentació, les matemàtiques i sobretot els elenchos (demostració). Els sofistes fins i tot van posar l'ésser sota l'escrutini de l'elenchos. A causa del raonament eleàtic el pensament va anar adquirint un mètode formal.

### Els pluralistes: Anaxàgores i Empèdocles

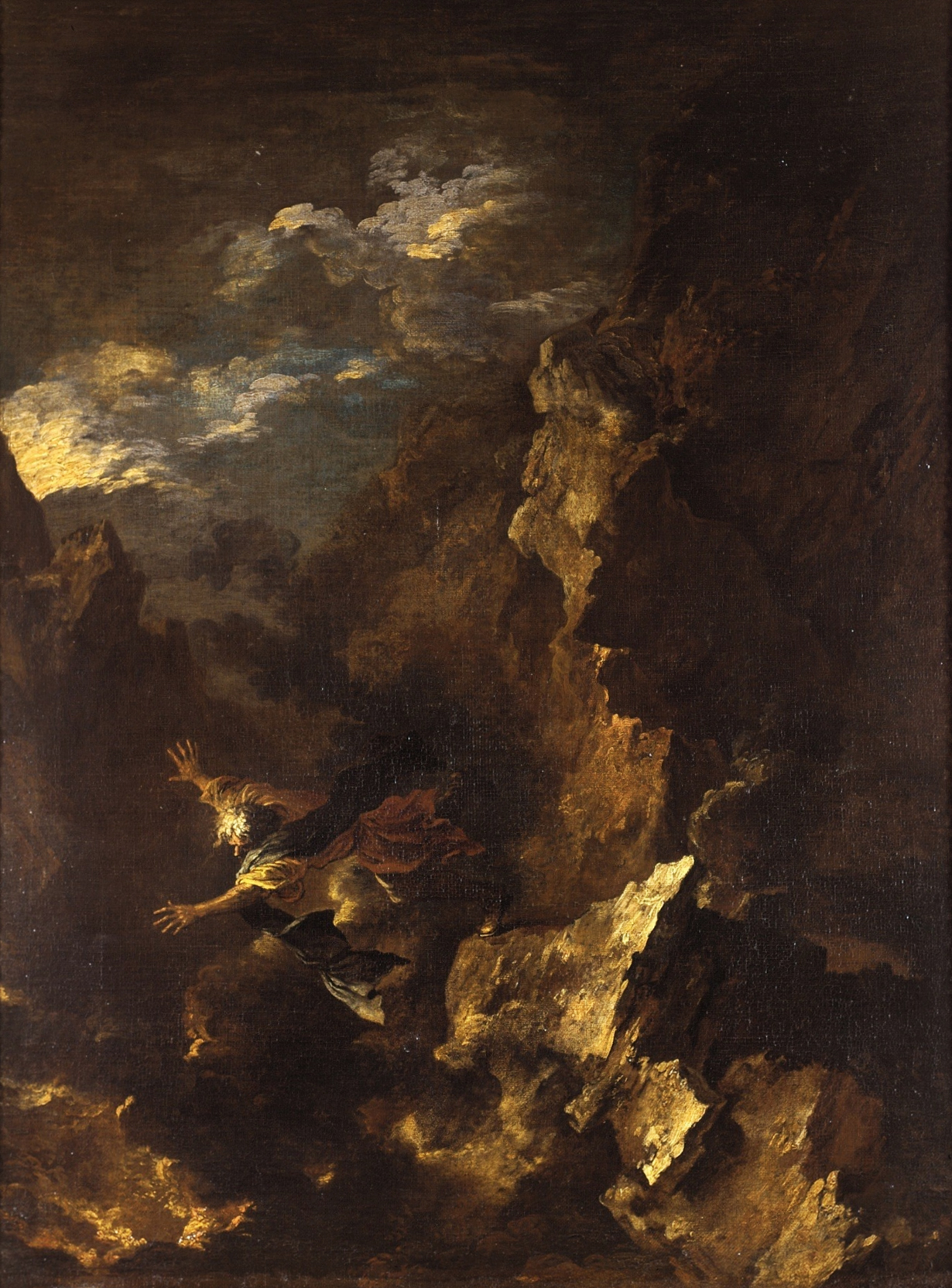
La Mort d'Empèdocles de Salvator Rosa. La llegenda assenyala que Empèdocles es va llançar dins el volcà Etna.

L'escola pluralista va marcar un retorn a la filosofia natural milesiana, encara que molt més refinada a causa de la crítica eleàtica.
Anaxàgores va néixer a Jònia, però va ser el primer gran filòsof que va emigrar a Atenes. Aviat es va relacionar amb l'estadista atenès Pèricles i, probablement a causa d'aquesta associació, va ser acusat per un oponent polític de Pèricles per impietat⁣, ja que Anaxàgores sostenia que el sol no estava associat a la divinitat; només era una gran pedra ardent. Pèricles va ajudar Anaxàgores a fugir d'Atenes i a tornar a Jònia. Anaxàgores també va tenir una gran influència sobre Sòcrates.
Anaxàgores és conegut per la seva "teoria de tot". Va afirmar que "en tot hi ha una part de tot". Les interpretacions difereixen pel que fa al que volia dir. Anaxàgores intentava mantenir-se fidel al principi eleàtic de l'eternitat (el que és) alhora que explicava la diversitat del món natural. Anaxàgores va acceptar la doctrina de Parmènides que tot el que existeix (el que és) ha existit per sempre, però contràriament als eleàtics, va afegir les idees de panspèrmia i nous. Tots els objectes eren mescles de diversos elements, com l'aire, l'aigua i altres. Un element especial era nous, és a dir, la ment, que està present en els éssers vius i provoca el moviment. Segons Anaxàgores, Nous era un dels elements que formen el cosmos. Les coses que tenien nous estaven vives. Segons Anaxàgores, totes les coses són compostes d'alguns elements bàsics; encara que no és clar quins són aquests elements. Tots els objectes són una barreja d'aquests blocs de construcció i tenen una part de cada element, excepte nous. Nous també es considerava un bloc de construcció del cosmos, però només existeix en objectes vius. Anaxàgores escriu: "En tot hi ha una porció (moira) de tot excepte la ment (nous), però hi ha algunes coses en què la ment també està present". Nous no era només un element de les coses, d'alguna manera va ser la causa de posar l'univers en moviment. Anaxàgores va avançar el pensament milesià sobre epistemologia, esforçant-se per establir una explicació que pogués ser vàlida per a tots els fenòmens naturals. Influenciat pels eleàtics, també va impulsar l'exploració de qüestions metateòriques com la naturalesa del coneixement.
Empèdocles va néixer a Agrigent, una ciutat del sud de la península italiana. Segons Diògenes Laerci, Empèdocles va escriure dos llibres en forma de poemes: Peri Physeos (Sobre la natura) i els Katharmoi (Purificacions). Alguns estudiosos contemporanis argumenten que aquests llibres podrien ser un; tots coincideixen que interpretar Empèdocles és difícil.
En temes cosmològics, Empèdocles treu de l'escola eleàtica la idea que l'univers no ha nascut, sempre ha estat i sempre serà. També continua el pensament d'Anaxàgores sobre les quatre "arrels" (és a dir, els elements clàssics), que, barrejant-se, creen totes les coses que ens envolten. Aquestes arrels són el foc, l'aire, la terra i l'aigua. De manera crucial, afegeix dos components més, les forces immaterials de l'amor i la lluita. Aquestes dues forces són oposades i, en actuar sobre el material de les quatre arrels, s'uneixen en harmonia o trenquen les quatre arrels, sent la barreja resultant totes les coses que existeixen. Empèdocles fa servir una analogia de com això és possible: com un pintor utilitza uns quants colors bàsics per crear una pintura, el mateix passa amb les quatre arrels. No està del tot clar si l'amor i la lluita cooperen o tenen un pla més gran, però l'amor i la lluita es troben en un cicle continu que genera la vida i la terra on vivim. Altres éssers, a banda de les quatre arrels, l'amor i la lluita, segons Empèdocles, les purificacions són mortals, déus i dimonis. Com Pitàgores, Empèdocles creia en la transmigració de l'ànima i era vegetarià.

### Atomistes: Leucip i Demòcrit

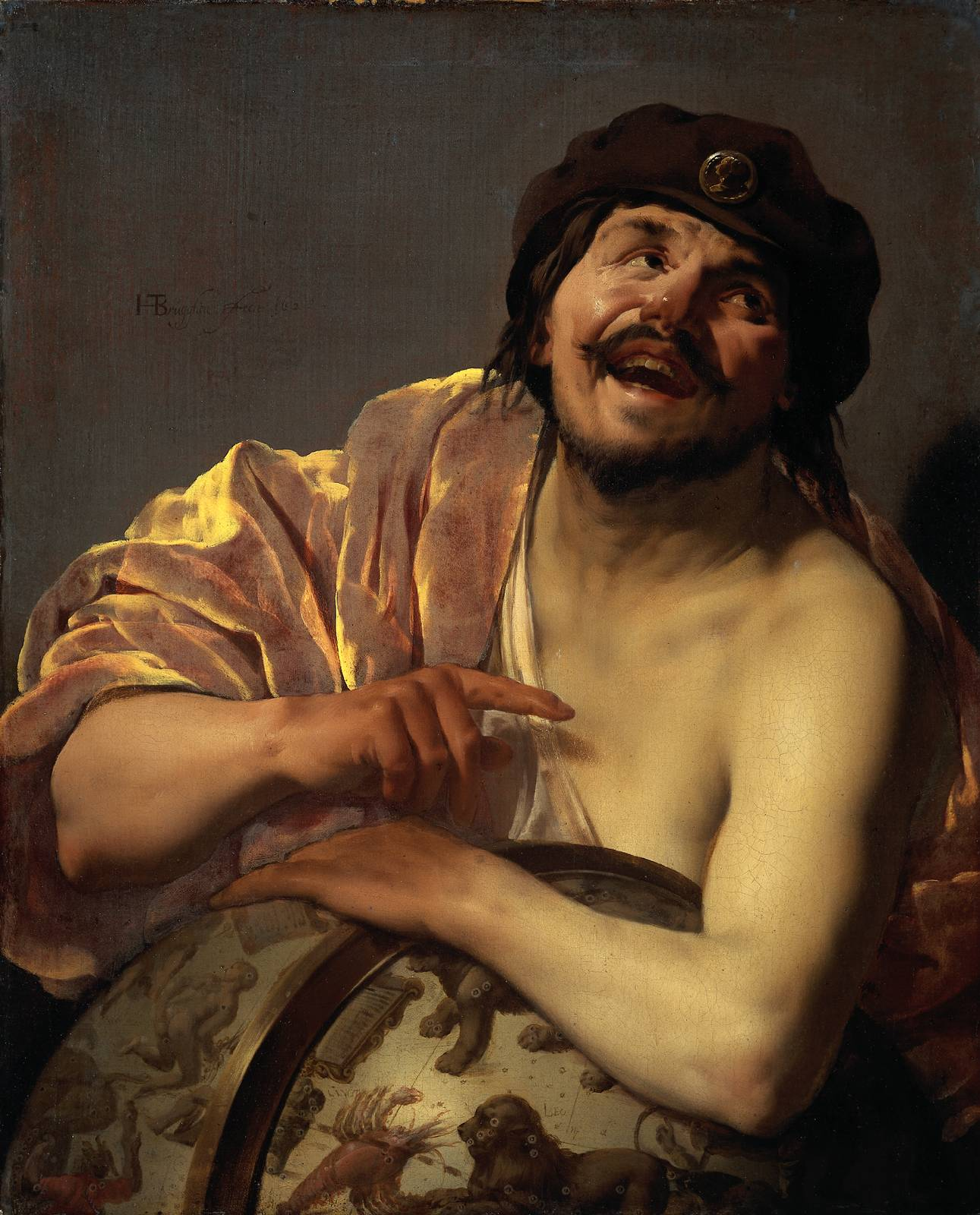
Demòcrit de Hendrick ter Brugghen, 1628. Demòcrit va ser conegut com el filòsof rialler

Leucip i Demòcrit vivien tots dos a Abdera, a Tràcia. Són més famosos per la seva cosmologia atòmica tot i que el seu pensament incloïa molts altres camps de la filosofia, com l'ètica, les matemàtiques, l'estètica, la política i fins i tot l'embriologia.
La teoria atòmica de Leucip i Demòcrit va ser una resposta a l'escola eleàtica, que sostenia que no hi pot haver moviment perquè tot està ocupat amb el que és. Demòcrit i Leucip van revertir l'axioma eleàtic, afirmant que com que existeixen els moviments, el que-és-no també ha d'existir; i, per tant, afirmaven que el buit existeix. Demòcrit i Leucip eren escèptics respecte a la fiabilitat dels sentits, però estaven segurs que el moviment existeix. Els àtoms, segons Demòcrit i Leucip, tenien algunes característiques del que és eleàtic: eren homogenis i indivisibles. Aquestes característiques van permetre respondre a les paradoxes de Zenó. Els àtoms es mouen dins del buit, interactuen entre ells i formen la pluralitat del món on vivim, d'una manera purament mecànica.
Una conclusió dels atomistes va ser el determinisme: la visió filosòfica que tots els esdeveniments estan determinats completament per causes existents anteriorment. Com va dir Leucip, (DK 67 B2) "res no arriba per atzar, sinó que tot és per raó i per necessitat". Demòcrit va concloure que com que tot són àtoms i buits, diversos dels nostres sentits no són reals sinó convencionals. El color, per exemple, no és una propietat dels àtoms; per tant, la nostra percepció del color és una convenció. Com va dir Demòcrit, (DK 68 B9) "per convenció dolça, per convenció amarga, per convenció calenta, per convenció freda, per convenció de color; en realitat són àtoms i buit". Això es pot interpretar de dues maneres. Segons James Warren, hi ha una interpretació eliminativista, de manera que Demòcrit vol dir que el color no és real, i hi ha una interpretació relativista, de manera que Demòcrit vol dir que el color i el gust no són reals sinó que són percebuts com a tals pels nostres sentits a través de la interacció sensorial.

### Sofistes
El sofisme va ser un moviment filosòfic i educatiu que va arrelar amb força a l'antiga Grècia abans de Sòcrates. Van atacar el pensament tradicional, des dels déus fins a la moral, obrint el camí per a nous avenços de la filosofia i altres disciplines com ara el teatre, les ciències socials, les matemàtiques i la història.
Plató va menysprear els sofistes, el que va afectar durant anys la seva reputació. Plató pensava que la filosofia s'havia de reservar per a aquells que tenien l'intel·lecte adequat per entendre-la; mentre que els sofistes ensenyarien a qualsevol que pagués la matrícula. Els sofistes van ensenyar retòrica i com abordar els problemes des de múltiples punts de vista. Com que els sofistes i els seus alumnes parlaven de manera persuasiva a la cort o en públic, van ser acusats de relativisme moral i epistemològic, que de fet alguns sofistes semblaven defensar. Els sofistes destacats inclouen Protàgores, Gòrgies, Hípies, Trasímac, Pròdic, Càl·licles, Antifont i Críties.
Protàgoras és conegut sobretot per dues de les seves cites. Una és apunta que "[els humans som...] la mesura de totes les coses, de les coses que són que són, de les coses que no són que no són", que s'interpreta habitualment com una afirmació del relativisme filosòfic, però també es pot interpretar com una afirmació que el coneixement només és rellevant per a la humanitat, que la rectitud moral i altres formes de coneixement són rellevants i es limiten a la ment i la percepció humana. L'altra cita és: "Sobre els déus, no puc determinar si existeixen o no, o quina forma tenen; perquè hi ha molts obstacles per saber-ho, inclosa l'obscuritat de la qüestió i la brevetat de la vida humana".
Gòrgies va escriure un llibre anomenat Sobre la natura, en el qual va atacar els conceptes dels eleàtics del que és i el que no és. Va afirmar que és absurd sostenir que la inexistència existeix, i que el que-és era impossible, ja que s'havia de generar o ser il·limitat i cap dels dos és suficient. Hi ha un debat continu entre els estudiosos moderns si era un pensador seriós, un precursor del relativisme i l'escepticisme extrems, o simplement un xarlatà.
Antífona va posar la llei natural contra la llei de la ciutat. No cal obeir les lleis de la ciutat mentre no t'atrapi. Es podria argumentar que Antífona era un hedonista acurat: rebutjava els plaers perillosos.

### Filolau de Croton i Diògenes d'Apol·lònia
Filolau de Crotona i Diògenes d'Apol·lònia de Tràcia (nascut cap al 460 aC) són considerats l'última generació de presocràtics. En lloc d'avançar en una perspectiva cosmològica sobre com es construeix l'univers, destaquen sobretot per avançar en el pensament i l'argumentació abstractes. El pitagorisme, Anaxàgores i Empèdocles van influir en Filolau. Va intentar explicar tant la varietat com la unitat del cosmos. Va abordar la necessitat d'explicar com les diferents masses de l'Univers interactuen entre elles i va encunyar el terme Harmonia, una força d'unió que permet que la massa prengués forma. L'estructura del cosmos constava d' apeira (il·limitats) i perainonta (limitadors). Diògenes d'Apol·lònia va tornar al monisme milesià, però amb un pensament força més elegant. Com diu a DK64 B2, «En general, em sembla que totes les coses són alteracions de les mateixes coses i són la mateixa cosa». Explica que les coses, fins i tot quan canvien de forma, continuen ontològicament igual.

## Temes

### Coneixement
Els mythologoi, Homer i Hesíode, juntament amb altres poetes, segles abans dels presocràtics, pensaven que el veritable coneixement era exclusivament diví. Però a partir de Xenòfanes, els presocràtics es van traslladar cap a un enfocament més secular del coneixement. Els presocràtics van buscar un mètode per entendre el cosmos, tot i ser conscients que hi ha un límit al coneixement humà.
Mentre Pitàgores i Empèdocles van vincular la seva autoproclamada saviesa amb el seu estatus d'inspiració divina, van intentar ensenyar o instar els mortals a buscar la veritat sobre el regne natural: Pitàgores mitjançant les matemàtiques i la geometria i Empèdocles mitjançant l'exposició a les experiències. Xenòfanes pensava que el coneixement humà era només una opinió que no es pot validar ni demostrar que és veritat. Segons Jonathan Warren, Xenòfanes va establir l'esquema de la naturalesa del coneixement. Més tard, Heràclit i Parmènides van destacar la capacitat dels humans per entendre com es troben les coses a la natura a través de l'observació directa, la investigació i la reflexió.

### Teologia
El pensament presocràtic va contribuir a la desmitologització de la religió popular grega. La narració del seu pensament va contribuir a canviar el curs de la filosofia i la religió grega antiga allunyant-lo del regne de la divinitat i obrint el camí per a explicacions teleològiques. Van atacar les representacions tradicionals de déus que Homer i Hesíode havien establert i van posar sota escrutini la religió popular grega, iniciant el cisma entre la filosofia natural i la teologia. Els filòsofs presocràtics no tenien creences atees, però cal tenir en compte que ser ateu en aquell moment no estava exempt de perills socials o legals. Malgrat això, els arguments que rebutjaven les divinitats no estaven exclosos de l'esfera pública, com es pot veure a la cita de Protàgores sobre els déus: "Sobre els déus no sóc capaç de saber que existeixen ni que no existeixen".
El pensament teològic comença amb els filòsofs milesians. És evident en la idea d'Anaximandre de l'apeiron que ho dirigia tot, que tenia altres habilitats atribuïdes habitualment a Zeus. Més tard, Xenòfanes va desenvolupar una crítica a l'antropomorfisme dels déus. Xenòfanes va establir tres condicions prèvies a Déu: havia de ser tot bo, immortal i no semblant-se als humans en aparença, cosa que va tenir un gran impacte en el pensament religiós occidental.
El pensament teològic d'Heràclit i Parmènides no és del tot segur, però generalment s'accepta que creien en algun tipus de divinitat. Els pitagòrics i Empèdocles creien en la transmigració de les ànimes. Anaxàgores va afirmar que la intel·ligència còsmica (nous) dona vida a les coses. Diògenes d'Apol·lònia va ampliar aquesta línia de pensament i podria haver construït el primer argument teleològic "no seria possible sense la intel·ligència que estigués dividit de manera que tingui les mesures de totes les coses: l'hivern i l'estiu i la nit i el dia i les pluges i vents i bon temps. Les altres coses, també, si hom vol considerar-les, es trobarien eliminades de la millor manera possible." Mentre alguns presocràtics intentaven trobar alternatives a la divinitat, d'altres posaven les bases per explicar l'univers en termes de teleologia i disseny intel·ligent per una força divina.

### Medicina
Abans dels presocràtics, es pensava que la salut i la malaltia estaven governades per déus. La filosofia presocràtica i la medicina van avançar paral·lelament, amb la medicina com a part de la filosofia i viceversa. Va ser Hipòcrates (sovint aclamat com el pare de la medicina) qui va separar, però no completament, els dos dominis. Els metges van incorporar idees filosòfiques presocràtiques sobre la naturalesa del món en el seu marc teòric, desdibuixant la frontera entre els dos dominis. Un exemple és l'estudi de l'epilèpsia, que en la religió popular es pensava que era una intervenció divina a la vida humana, tanmateix l'escola d'Hipòcrates la va atribuir a la natura, de la mateixa manera que el racionalisme milesià va desmitificar altres fenòmens naturals com els terratrèmols. L'estudi sistemàtic de l'anatomia, la fisiologia i les malalties va portar al descobriment de relacions causa-efecte i una terminologia i comprensió més sofisticades de les malalties que finalment van donar lloc a la ciència racional.

### Cosmologia
Els presocràtics van ser els primers a intentar donar explicacions reductores a una gran quantitat de fenòmens naturals.
En primer lloc, estaven preocupats pel misteri de la matèria còsmica: quina era la substància bàsica de l'Univers? Anaximandre va suggerir apeiron (il·limitat), que deixa entreveure, tal com va analitzar Aristòtil, que no hi ha principi ni final, tant cronològicament com dins l'espai. Anaxímenes va situar aêr (aire) com el principi principal, probablement després d'adonar-se de la importància de l'aire per a la vida i/o de la necessitat d'explicar diversos canvis observables. Heràclit, també buscant abordar la qüestió del món en constant canvi, va situar el foc com el principi primari de l'Univers, que es transforma en aigua i terra per produir l'univers. La natura en constant transformació es resumeix en l'axioma panta rhei d'Heràclit (tot està en estat de flux). Parmènides va suggerir dos blocs de construcció primaris perdurables, la nit i el dia, que junts formen l'univers. Empèdocles va augmentar els blocs de construcció a quatre i els va anomenar arrels, alhora que va afegir Amor i Lluites, per servir com a força motriu perquè les arrels es barregin. Anaxàgores va estendre encara més la pluralitat d'Empèdocles, al·legant que tot està en tot, miríades de substàncies es barregen entre si, excepte un, Nous (ment) que ho orquestra tot. En aquest cas no atribueixen característiques divines a Nous. Leucip i Demòcrit van afirmar que l'univers està format per àtoms i buit, mentre que el moviment dels àtoms és responsable dels canvis que observem.

### Racionalisme, observació i inici del pensament científic
Hi ha un ampli consens que la revolució intel·lectual presocràtica va ser el primer pas cap a l'alliberament de la ment humana del món mític i va iniciar una marxa cap a la raó i el pensament científic que va donar lloc a la filosofia i la ciència occidentals modernes. Els presocràtics pretenien comprendre els diferents aspectes de la natura mitjançant el racionalisme, les observacions i oferint explicacions que es podien considerar científiques, donant lloc a què va arribar a ser el racionalisme occidental. Tales va ser el primer a buscar un arkhé unitari del món. No és clar si arkhé significava l'inici, l'origen, el principi principal o l'element bàsic, però va ser el primer intent de reduir les explicacions de l'Univers a una única causa, basada en la raó i no guiada per cap mena de divinitat. Anaximandre va oferir el principi de raó suficient, un argument revolucionari que també donaria el principi que res no surt del no-res. La majoria dels presocràtics semblaven indiferents al concepte de teleologia, especialment els atomistes que van rebutjar ferotgement la idea. Segons ells, els diferents fenòmens eren la conseqüència del moviment dels àtoms sense cap finalitat. Xenòfanes també va avançar una crítica a la religió antropomòrfica destacant de manera racional la inconsistència de les representacions dels déus a la religió popular grega.
Sens dubte, els presocràtics van obrir el camí cap a la ciència. Això no obstant, és un tema de debat si el que van fer podria constituir ciència. Tales havia ofert el primer relat d'una reducció i una generalització, una fita significativa cap al pensament científic. Altres presocràtics també van intentar respondre la qüestió de l'arkhé, oferint diverses respostes, però el primer pas cap al pensament científic ja estava fet. El filòsof Karl Popper, a la seva obra fonamental Tornar als Presocràtics (1958) rastreja les arrels de la ciència moderna (i d'Occident) fins als primers filòsofs grecs. Escriu: "No hi ha dubte que la tradició grega de crítica filosòfica va tenir la seva font principal a Jònia... Per tant, lidera la tradició que va crear l'actitud racional o científica, i amb ella la nostra civilització occidental, l'única civilització, que es basa en la ciència (encara que, és clar, no només en la ciència). En el mateix estudi, Popper disminueix la importància de l'etiqueta que haurien de portar com a purament semàntica. "Hi ha la més perfecta continuïtat de pensament possible entre les teories [dels presocràtics] i els desenvolupaments posteriors de la física. Que es diguin filòsofs, o precientífics, o científics, importa molt poc." Altres estudiosos no compartien la mateixa visió. FM Cornford considerava els jonistes com a especuladors dogmàtics, per la seva manca d'empirisme.

## Recepció i llegat

### Antiguitat
Els presocràtics van tenir una influència directa en l'antiguitat clàssica de moltes maneres. El pensament filosòfic produït pels presocràtics va influir molt en els filòsofs, historiadors i dramaturgs posteriors. Una línia d'influència va ser la tradició socrato-ciceroniana, mentre que l'altra va ser la platònica-aristotèlica.
Sòcrates, Xenofont i Ciceró van estar molt influenciats pels fisiòlegs (naturalistes), tal com els anomenaven en l'antiguitat. Els naturalistes van impressionar el jove Sòcrates i ell estava interessat en la recerca de la substància del cosmos, però el seu interès va disminuir a mesura que es va centrar cada cop més en l'epistemologia, la virtut i l'ètica més que en el món natural. Segons Xenofont, la raó era que Sòcrates creia que els humans eren incapaços d'entendre el cosmos. Plató, al Fedó, afirma que Sòcrates estava inquiet amb l'enfocament materialista dels presocràtics, particularment d'Anaxàgores. Ciceró va analitzar els seus punts de vista sobre els presocràtics a les seves Tusculanae Disputationes, ja que distingia la naturalesa teòrica del pensament presocràtic dels "savis" anteriors que estaven interessats en qüestions més pràctiques. Xenofont, com Ciceró, va veure la diferència entre presocràtics i Sòcrates sent el seu interès pels afers humans (ta anthropina).
Els presocràtics van influir profundament tant en Plató com en Aristòtil. Aristòtil va parlar dels presocràtics en el primer llibre de Metafísica, com una introducció a la seva pròpia filosofia i la recerca de l'arkhé. Va ser el primer a afirmar que la filosofia comença amb Tales. No és clar si Tales parlava de l'aigua com a arkhé, o aquesta va ser una interpretació retrospectiva d'Aristòtil, que estava examinant els seus predecessors sota l'abast de les seves opinions. Més crucial va ser que Aristòtil critiqués els presocràtics per no identificar un propòsit com a causa final, una idea fonamental en la metafísica aristotèlica. Plató també va atacar el materialisme presocràtic.
Més tard, durant l'època hel·lenística, filòsofs de diversos corrents es van centrar en l'estudi de la natura i les idees presocràtiques avançades. Els estoics van incorporar trets d'Anaxàgores i Heràclit, com el nous i el foc respectivament. Els epicuris van veure l'atomisme de Demòcrit com el seu predecessor mentre que els escèptics estaven vinculats a Xenòfanes.

### Època moderna
Els presocràtics, juntament amb la resta dels pensadors de l'antiga Grècia, van inventar els conceptes centrals de la civilització occidental: llibertat, democràcia, autonomia individual i racionalisme. Francis Bacon, un filòsof del segle XVI conegut per avançar en el mètode científic, va ser probablement el primer filòsof de l'època moderna que va utilitzar àmpliament els axiomes presocràtics en els seus textos. Va criticar la teoria presocràtica del coneixement de Xenòfanes i altres, afirmant que el seu raonament deductiu no podia donar resultats significatius, una opinió que la filosofia contemporània de la ciència rebutja. L'afició de Bacon pels presocràtics, especialment la teoria atomista de Demòcrit, podria haver estat a causa del seu antiaristotelisme.
Friedrich Nietzsche admirava profundament els presocràtics, anomenant-los "tirans de l'esperit" per marcar la seva antítesi i la seva preferència contra Sòcrates i els seus successors. Nietzsche també va fonamentar una antiteleologia presocràtica, juntament amb el materialisme exemplificat per Demòcrit, pel seu atac al cristianisme i la seva moral. Nietzsche va veure els presocràtics com els primers avantpassats de la ciència contemporània, vinculant Empèdocles amb el darwinisme i Heràclit amb el físic Helmholtz. Segons la seva narració, explicada en molts dels seus llibres, l'època presocràtica va ser l'època gloriosa de Grècia, mentre que l'anomenada edat d'or que va seguir va ser una època de decadència, segons Nietzsche. Nietzsche va incorporar els presocràtics a la seva dialèctica apol·línica i dionisíaca, amb ells representant l'aspecte dionisíac creatiu del duo.
Martin Heidegger va trobar les arrels de la seva fenomenologia i del pensament posterior de Les coses i el quàdruple en els presocràtics, considerant Anaximandre, Parmènides i Heràclit com els pensadors originals sobre l'ésser, que va identificar en el seu treball com a physis. [φύσις] (emergència, contrastada amb κρύπτεσθαι, kryptesthai, al Fragment 123 d'Heràclit) o aletheia [αλήθεια] (la veritat com a desocultació).